# Tyrannotitan chubutensis
Tyrannotitan chubutensis ('titán tirano de Chubut') es la única especie del género Tyrannotitan, un dinosaurio terópodo carcarodontosáurido, que vivió a mediados del período Cretácico, hace aproximadamente de 118 a 112 millones de años, en la época del Aptiense, en lo que hoy es Sudamérica. Está estrechamente relacionado con los depredadores gigantes como Giganotosaurus y Carcharodontosaurus, aunque posee unos brazos muy cortos, similares a los de Tyrannosaurus.

## Descripción
Tyrannotitan era un animal grande, alcanzando 12,2 a 13 metros de largo y 4,8 a 7 toneladas de masa corporal. Es geológicamente el carcarodontosáurido gigante más antiguo conocido junto con el Acrocanthosaurus más basal de América del Norte, ambos encontrados en rocas de la era Aptiense. A diferencia de otros carcarodontosáuridos conocidos, este animal carece de neumática esquelética que se extiende hacia los centros sacros y caudales. El escapulocoracoides está fusionado y mucho mejor desarrollado que el de Giganotosaurus carolinii, pero el brazo es muy pequeño. La mayor parte del eje de la escápula.Está perdido.

Tamaño estimado, comparado al de un humano.

El descubrimiento constó de dos especímenes, el holotipo, MPEF-PV 1156 y el paratipo, MPEF-PV 1157, siendo el último un 7% más grande y estimado en unos 12,2 metros de longitud. Se estimó que el holotipo tendría un peso de 5,6 toneladas y asumiendo que es un 7% menor tendría en ese caso una longitud estimada de 11,4 metros. Tyrannotitan presenta algunos rasgos diferenciales considerables en sus dientes, los cuales son, al parecer, menos laminares que los de sus parientes, presentando dentículos de estructura poco común, donde se puede distinguir un surco en el centro, dividiendo cada dentículo en dos porciones. El escapulocoracoide está fusionado y más desarrollado que en el de Giganotosaurus, aunque las extremidades delanteras continúan siendo relativamente pequeños. La mayoría del borde del omóplato está ausente. El acromion se curva hasta que se estabiliza a cerca de los 90° del eje, haciéndole parecer vagamente al de Tyrannosaurus. Es difícil discernir si la gran diferencia entre los taxones es debida a la evolución o al dimorfismo sexual, aunque lo último parece improbable. La base de la fenestra orbital presenta una muesca de casi 90° en el cuerpo del yugal, que contrasta con la redondeada de Giganotosaurus y ubica al espécimen más cerca de Carcharodontosaurus. Los dentículos de sus dientes son "similares a un cincel" y son prácticamente idénticos a los de otros carcarodontosáuridos por tener una superficie de esmalte arrugado, carinas mesiales y distales muy dentadas y coronas labiolingualmente comprimidas , aplanadas lateralmente. El fémur del espécimen paratipo mide 1,4 m (4,6 pies) de largo según Novas et al. [1] Canale et al. recuperar Tyrannotitan tan profundamente anidado dentro de la tribu Giganotosaurini como su miembro más basal. Las características que unen a los Giganotosaurini incluyen la presencia de un proceso postorbital en el yugal con una base ancha y un fémur derivado con un cuarto trocánter débil y un surco extensor ancho y poco profundo en el extremo distal.
A diferencia de otros carcarodontosáuridos, sus vértebras carecen de bolsas neumáticas extendidas desde el sacro al centro de la cola. Las vértebras caudales proximales tiene una espina dorsal excepcionalmente alta, unas dos veces el tamaño del centro vertebral. Esto hace una cola profunda muy similar a la de los ceratosaurios.

## Descubrimiento e investigación

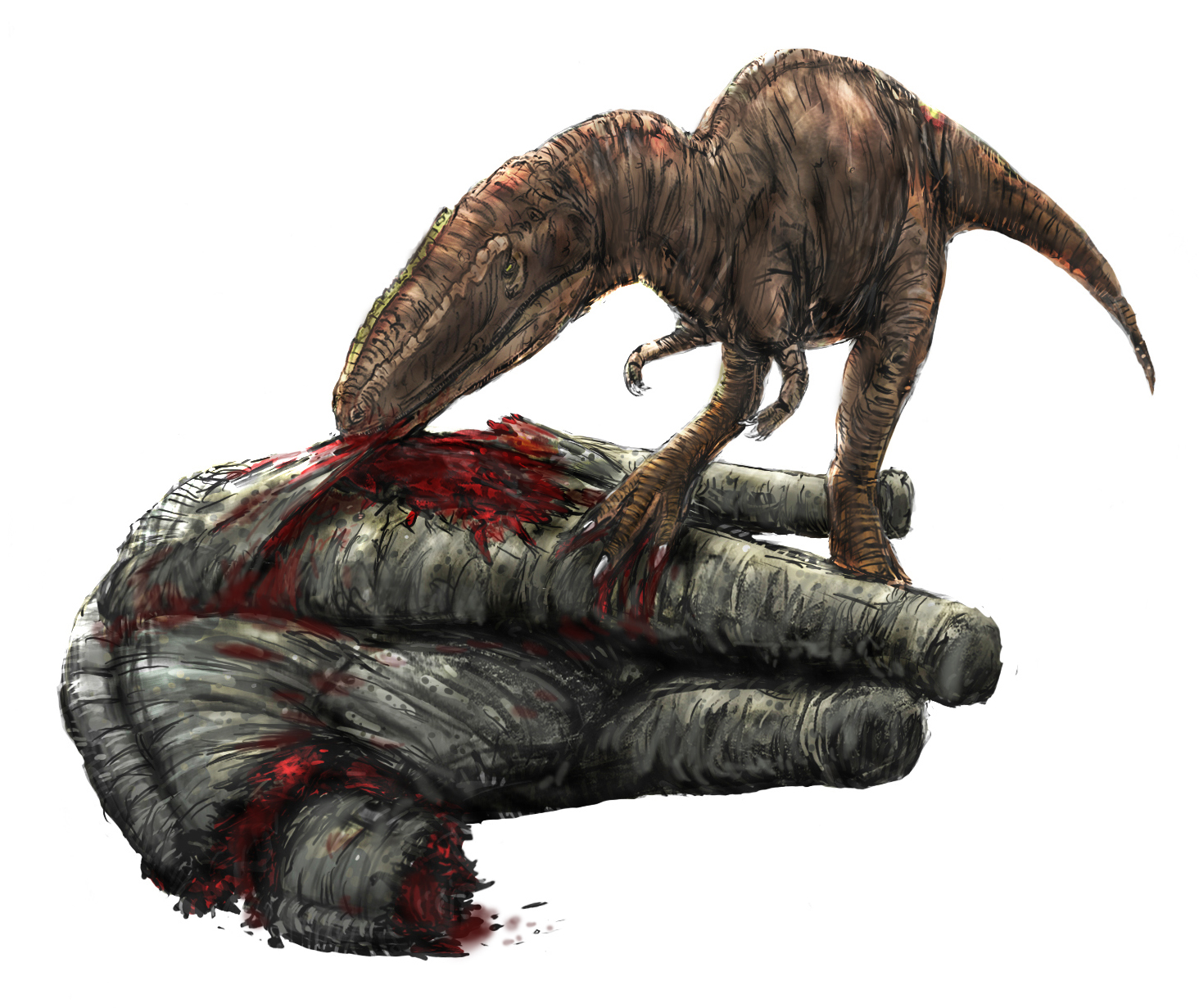
Reconstrucción de un Tyrannotitan, alimentándose de un Chubutisaurus.

Los restos fósiles de Tyrannotitan chubutensis, la especie tipo y única conocida, consisten en dos especímenes que fueron hallados a 400 metros uno del otro por los técnicos Pablo Puerta y Leandro Guerrero. Mucho después, en el 2005, fueron descritos por Fernando Novas, Silvina de Valais, Pat Vickers-Rich, y Tom Rich. Los fósiles fueron descubiertos en la granja "La Juanita", 28 km al noreste de Paso de Indios, Provincia del Chubut, Patagonia Argentina. Proviene de los sedimentos del miembro Cerro Castaño de la Formación Cerro Barcino perteneciente al Aptiense hace alrededor de 125 a 113 millones de años atrás.
El material del holotipo fue designado como MPEF-PV 1156 e incluye dentarios parciales, dientes, vértebras dorsales 3 a 8 y 11 a 14, caudales proximales, costillas y arcos hemales, un escapulocoracoide parcial, húmeros, ulna, ilion parcial, y casi todo el fémur, fibula, y el metatarsal 2 izquierdo.
Material adicional, designado MPEF-PV 1157, incluyen a los yugales, un dentario derecho, dientes, la vértebra atlas, incluyendo la neurapofisis, cervical 9, dorsal 7, 10, 13, los 5 cuerpos de las sacras fusionados, una variedad de vértebras caudales, costillas, el fémur derecho (estimado en 140 cm de largo), un metatarsal 2 fragmentado, y las falanges pedales 2-1, 2-2 y 3-3.
Con base en los restos hallados de Tyrannotitan, junto a la información ya conocida de sus parientes cercanos, se realizó una reconstrucción completa del esqueleto del espécimen encontrado y actualmente se encuentra exhibido en las salas del Museo paleontológico Egidio Feruglio.

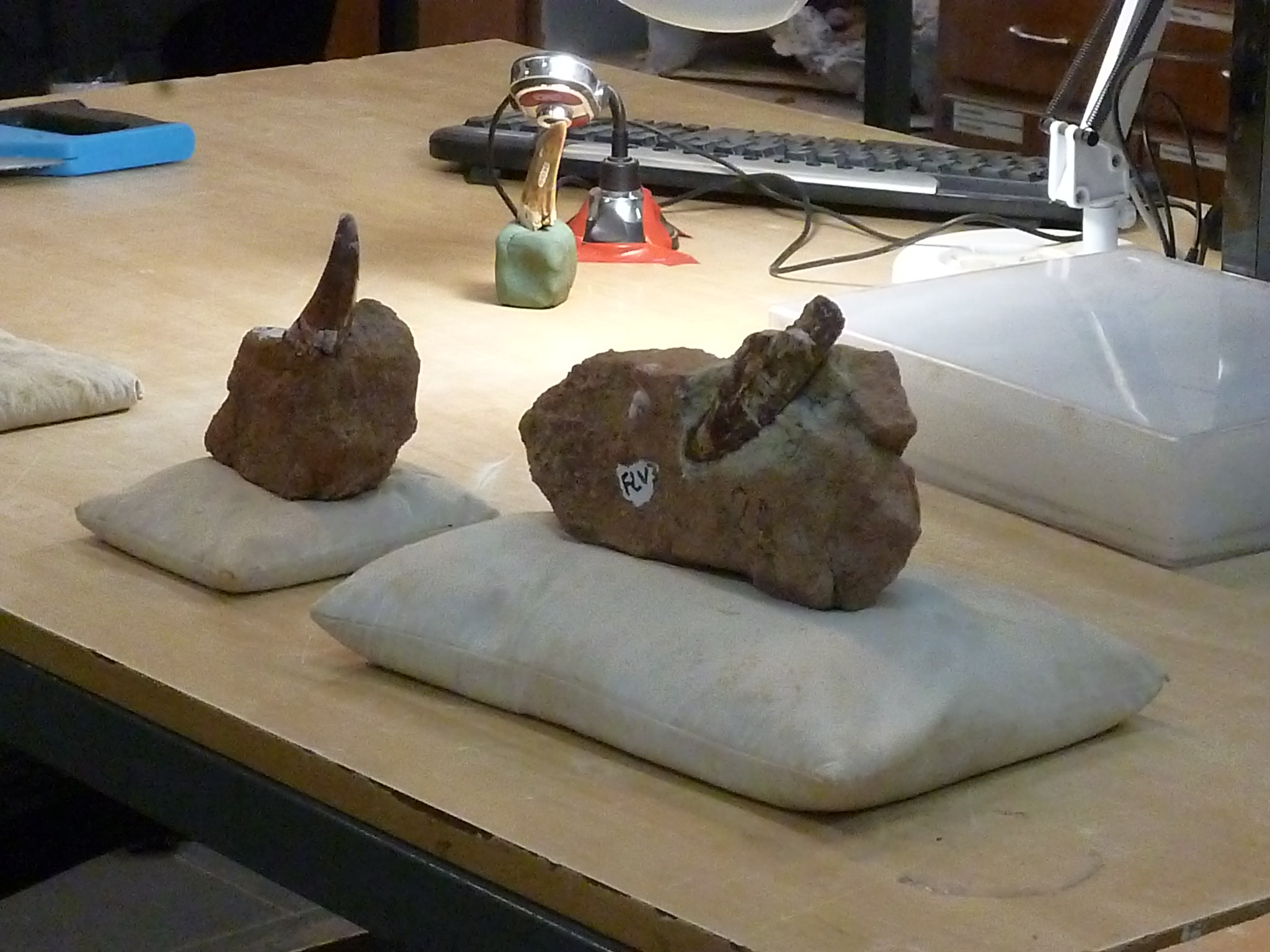
Dientes de Tyrannotitan.

A inicios del año 2013 se hizo un espectacular hallazgo a unos 260 km de la ciudad de Trelew, en las cercanías de la localidad de El Sombrero, se descubrió un rico yacimiento paleontólogico, siendo de gran importancia para la comunidad científica debido al descubrimiento de uno de los dinosaurios más grandes del mundo en dicha zona. Pero a pesar de que este saurópodo fue por lejos el centro de atención en el yacimiento, no se debe olvidar otro descubrimiento, en las mismas rocas en que se halló el material fósil del pertinente titanosaurio, también se encontraron 57 dientes aserrados, se identificó que el propietario de estos dientes debieron ser ejemplares de Tyrannotitan, probablemente estos terópodos carroñaban los restos de los titanosaurios, sin embargo con un precio, al tratar de desgarrar su dura piel varios de sus dientes se rompieron en el proceso. Este descubrimiento revela que, aparte de la clara relación trófica entre titanosaurios y carcarodontosáuridos, el género Tyrannotitan perduró aún mucho tiempo después que desde la muerte de los dos primeros especímenes hallados (MPEF-PV 1156 y MPEF-PV 1157). Estos dientes, y los restos del nuevo titanosaurio, datan de entre 101,6 y 95 millones de años atrás.

## Clasificación

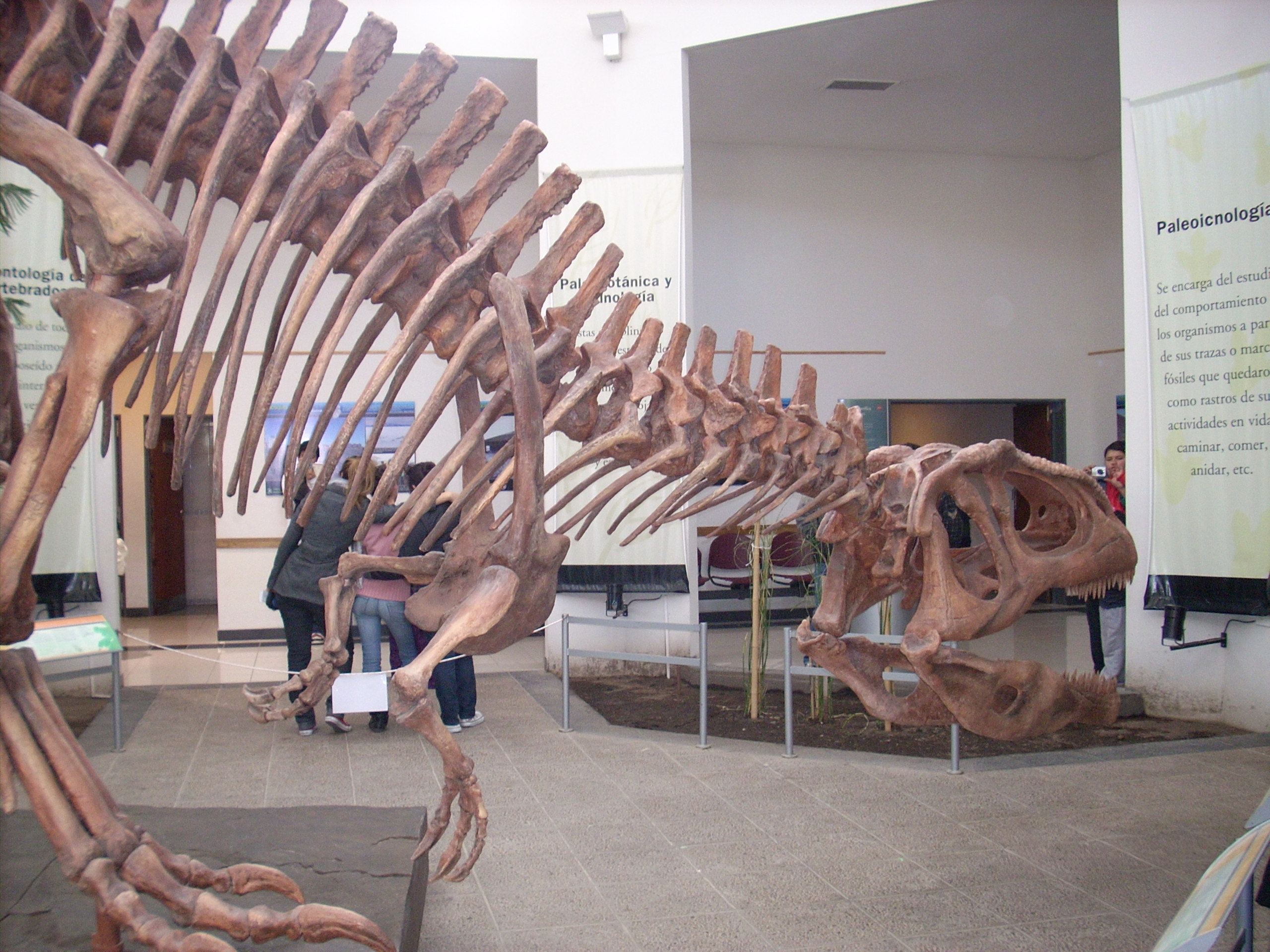
Esqueleto reconstruido y montado en posición previa al ataque.

Tyrannotitan chubutensis es una especie de dinosaurio depredador perteneciente a una familia derivada de los alosauroides, llamada Carcharodontosauridae, dentro de esta familia Tyrannotitan se encuentra en una posición más basal que en el caso de sus parientes más próximos, como Carcharodontosaurus, Mapusaurus y Giganotosaurus, estos cuatro géneros componen la subfamilia Carcharontosaurinae, un exclusivo grupo que solo guarda a aquellos carcharodontosáuridos que vivieron entre el Aptiano y el Cenomaniano y que habitaron en Suramérica o África. Los tres grandes taxones patagónicos hallados en la Argentina, Mapusaurus, Giganotosaurus y Tyrannotitan, aparte de compartir aproximadamente el mismo territorio geográfico, comparten diversos caracteres que los demás carcarodontosáuridos no poseen. Como es el caso del proceso postorbital del yugal, la cual en los tres géneros hay una base amplia en sentido anteroposterior (desde el frente hasta la parte de atrás), no tienen pleurocelos en las vértebras caudales, y varias características del fémur como un cuarto trocánter reducido o una cresta cruzada mal definida en su zona distal también se repite en estos taxones.
Esta familia de dinosaurios depredadores se caracteriza por tener fenestras craneales muy amplias, generalmente se pueden apreciar en huesos faciales unas estructuras rugosas y esculpidas, la fusión de sus huesos craneales también es muy común en ellos. Los restos del cráneo de Tyrannotitan son extremadamente incompletos y fragmentarios, lo que impide saber con seguridad como era su cabeza, pero gracias a conocimientos anteriores acerca de los caracteres generales de esta familia se puede reconstruir de manera aproximada, aceptable y plausible el cráneo, como también cualquier otra característica del esqueleto. Como la presencia de tres dedos en los brazos o la altísima probabilidad que haya tenido una caja torácica mucho más esbelta que la de los tiranosáuridos.

### Filogenia
El siguiente cladograma se basa en el estudio de Novas et al., 2013, mostrando su posición dentro de Carcharodontosauridae.
|  | Tyrannotitan                                                  |
|  |                                                               |
|  | \| \| Mapusaurus \| \| \| \| \| \| Giganotosaurus \| \| \| \| |
|  |                                                               |
|  | Mapusaurus                                                    |
|  |                                                               |
|  | Giganotosaurus                                                |
|  |                                                               |

|  | Mapusaurus     |
|  |                |
|  | Giganotosaurus |
|  |                |

|  | Tyrannotitan                                                  |
|  |                                                               |
|  | \| \| Mapusaurus \| \| \| \| \| \| Giganotosaurus \| \| \| \| |
|  |                                                               |
|  | Mapusaurus                                                    |
|  |                                                               |
|  | Giganotosaurus                                                |
|  |                                                               |

|  | Mapusaurus     |
|  |                |
|  | Giganotosaurus |
|  |                |

|  | Tyrannotitan                                                  |
|  |                                                               |
|  | \| \| Mapusaurus \| \| \| \| \| \| Giganotosaurus \| \| \| \| |
|  |                                                               |
|  | Mapusaurus                                                    |
|  |                                                               |
|  | Giganotosaurus                                                |
|  |                                                               |

|  | Mapusaurus     |
|  |                |
|  | Giganotosaurus |
|  |                |

|  | Tyrannotitan                                                  |
|  |                                                               |
|  | \| \| Mapusaurus \| \| \| \| \| \| Giganotosaurus \| \| \| \| |
|  |                                                               |
|  | Mapusaurus                                                    |
|  |                                                               |
|  | Giganotosaurus                                                |
|  |                                                               |

|  | Mapusaurus     |
|  |                |
|  | Giganotosaurus |
|  |                |

|  | Tyrannotitan                                                  |
|  |                                                               |
|  | \| \| Mapusaurus \| \| \| \| \| \| Giganotosaurus \| \| \| \| |
|  |                                                               |
|  | Mapusaurus                                                    |
|  |                                                               |
|  | Giganotosaurus                                                |
|  |                                                               |

|  | Mapusaurus     |
|  |                |
|  | Giganotosaurus |
|  |                |

|  | Tyrannotitan                                                  |
|  |                                                               |
|  | \| \| Mapusaurus \| \| \| \| \| \| Giganotosaurus \| \| \| \| |
|  |                                                               |
|  | Mapusaurus                                                    |
|  |                                                               |
|  | Giganotosaurus                                                |
|  |                                                               |

|  | Mapusaurus     |
|  |                |
|  | Giganotosaurus |
|  |                |

|  | Tyrannotitan                                                  |
|  |                                                               |
|  | \| \| Mapusaurus \| \| \| \| \| \| Giganotosaurus \| \| \| \| |
|  |                                                               |
|  | Mapusaurus                                                    |
|  |                                                               |
|  | Giganotosaurus                                                |
|  |                                                               |

|  | Mapusaurus     |
|  |                |
|  | Giganotosaurus |
|  |                |

|  | Tyrannotitan                                                  |
|  |                                                               |
|  | \| \| Mapusaurus \| \| \| \| \| \| Giganotosaurus \| \| \| \| |
|  |                                                               |
|  | Mapusaurus                                                    |
|  |                                                               |
|  | Giganotosaurus                                                |
|  |                                                               |

|  | Mapusaurus     |
|  |                |
|  | Giganotosaurus |
|  |                |

|  | Tyrannotitan                                                  |
|  |                                                               |
|  | \| \| Mapusaurus \| \| \| \| \| \| Giganotosaurus \| \| \| \| |
|  |                                                               |
|  | Mapusaurus                                                    |
|  |                                                               |
|  | Giganotosaurus                                                |
|  |                                                               |

|  | Mapusaurus     |
|  |                |
|  | Giganotosaurus |
|  |                |

|  | Tyrannotitan                                                  |
|  |                                                               |
|  | \| \| Mapusaurus \| \| \| \| \| \| Giganotosaurus \| \| \| \| |
|  |                                                               |
|  | Mapusaurus                                                    |
|  |                                                               |
|  | Giganotosaurus                                                |
|  |                                                               |

|  | Mapusaurus     |
|  |                |
|  | Giganotosaurus |
|  |                |

|  | Tyrannotitan                                                  |
|  |                                                               |
|  | \| \| Mapusaurus \| \| \| \| \| \| Giganotosaurus \| \| \| \| |
|  |                                                               |
|  | Mapusaurus                                                    |
|  |                                                               |
|  | Giganotosaurus                                                |
|  |                                                               |

|  | Mapusaurus     |
|  |                |
|  | Giganotosaurus |
|  |                |

|  | Tyrannotitan                                                  |
|  |                                                               |
|  | \| \| Mapusaurus \| \| \| \| \| \| Giganotosaurus \| \| \| \| |
|  |                                                               |
|  | Mapusaurus                                                    |
|  |                                                               |
|  | Giganotosaurus                                                |
|  |                                                               |

|  | Mapusaurus     |
|  |                |
|  | Giganotosaurus |
|  |                |

|  | Tyrannotitan                                                  |
|  |                                                               |
|  | \| \| Mapusaurus \| \| \| \| \| \| Giganotosaurus \| \| \| \| |
|  |                                                               |
|  | Mapusaurus                                                    |
|  |                                                               |
|  | Giganotosaurus                                                |
|  |                                                               |

|  | Mapusaurus     |
|  |                |
|  | Giganotosaurus |
|  |                |

|  | Tyrannotitan                                                  |
|  |                                                               |
|  | \| \| Mapusaurus \| \| \| \| \| \| Giganotosaurus \| \| \| \| |
|  |                                                               |
|  | Mapusaurus                                                    |
|  |                                                               |
|  | Giganotosaurus                                                |
|  |                                                               |

|  | Mapusaurus     |
|  |                |
|  | Giganotosaurus |
|  |                |

|  | Tyrannotitan                                                  |
|  |                                                               |
|  | \| \| Mapusaurus \| \| \| \| \| \| Giganotosaurus \| \| \| \| |
|  |                                                               |
|  | Mapusaurus                                                    |
|  |                                                               |
|  | Giganotosaurus                                                |
|  |                                                               |

|  | Mapusaurus     |
|  |                |
|  | Giganotosaurus |
|  |                |

|  | Tyrannotitan                                                  |
|  |                                                               |
|  | \| \| Mapusaurus \| \| \| \| \| \| Giganotosaurus \| \| \| \| |
|  |                                                               |
|  | Mapusaurus                                                    |
|  |                                                               |
|  | Giganotosaurus                                                |
|  |                                                               |

|  | Mapusaurus     |
|  |                |
|  | Giganotosaurus |
|  |                |

|  | Tyrannotitan                                                  |
|  |                                                               |
|  | \| \| Mapusaurus \| \| \| \| \| \| Giganotosaurus \| \| \| \| |
|  |                                                               |
|  | Mapusaurus                                                    |
|  |                                                               |
|  | Giganotosaurus                                                |
|  |                                                               |

|  | Mapusaurus     |
|  |                |
|  | Giganotosaurus |
|  |                |

|  | Tyrannotitan                                                  |
|  |                                                               |
|  | \| \| Mapusaurus \| \| \| \| \| \| Giganotosaurus \| \| \| \| |
|  |                                                               |
|  | Mapusaurus                                                    |
|  |                                                               |
|  | Giganotosaurus                                                |
|  |                                                               |

|  | Mapusaurus     |
|  |                |
|  | Giganotosaurus |
|  |                |

|  | Tyrannotitan                                                  |
|  |                                                               |
|  | \| \| Mapusaurus \| \| \| \| \| \| Giganotosaurus \| \| \| \| |
|  |                                                               |
|  | Mapusaurus                                                    |
|  |                                                               |
|  | Giganotosaurus                                                |
|  |                                                               |

|  | Mapusaurus     |
|  |                |
|  | Giganotosaurus |
|  |                |

|  | Tyrannotitan                                                  |
|  |                                                               |
|  | \| \| Mapusaurus \| \| \| \| \| \| Giganotosaurus \| \| \| \| |
|  |                                                               |
|  | Mapusaurus                                                    |
|  |                                                               |
|  | Giganotosaurus                                                |
|  |                                                               |

|  | Mapusaurus     |
|  |                |
|  | Giganotosaurus |
|  |                |

|  | Tyrannotitan                                                  |
|  |                                                               |
|  | \| \| Mapusaurus \| \| \| \| \| \| Giganotosaurus \| \| \| \| |
|  |                                                               |
|  | Mapusaurus                                                    |
|  |                                                               |
|  | Giganotosaurus                                                |
|  |                                                               |

|  | Mapusaurus     |
|  |                |
|  | Giganotosaurus |
|  |                |

|  | Tyrannotitan                                                  |
|  |                                                               |
|  | \| \| Mapusaurus \| \| \| \| \| \| Giganotosaurus \| \| \| \| |
|  |                                                               |
|  | Mapusaurus                                                    |
|  |                                                               |
|  | Giganotosaurus                                                |
|  |                                                               |

|  | Mapusaurus     |
|  |                |
|  | Giganotosaurus |
|  |                |

|  | Tyrannotitan                                                  |
|  |                                                               |
|  | \| \| Mapusaurus \| \| \| \| \| \| Giganotosaurus \| \| \| \| |
|  |                                                               |
|  | Mapusaurus                                                    |
|  |                                                               |
|  | Giganotosaurus                                                |
|  |                                                               |

|  | Mapusaurus     |
|  |                |
|  | Giganotosaurus |
|  |                |

|  | Tyrannotitan                                                  |
|  |                                                               |
|  | \| \| Mapusaurus \| \| \| \| \| \| Giganotosaurus \| \| \| \| |
|  |                                                               |
|  | Mapusaurus                                                    |
|  |                                                               |
|  | Giganotosaurus                                                |
|  |                                                               |

|  | Mapusaurus     |
|  |                |
|  | Giganotosaurus |
|  |                |

|  | Tyrannotitan                                                  |
|  |                                                               |
|  | \| \| Mapusaurus \| \| \| \| \| \| Giganotosaurus \| \| \| \| |
|  |                                                               |
|  | Mapusaurus                                                    |
|  |                                                               |
|  | Giganotosaurus                                                |
|  |                                                               |

|  | Mapusaurus     |
|  |                |
|  | Giganotosaurus |
|  |                |

|  | Tyrannotitan                                                  |
|  |                                                               |
|  | \| \| Mapusaurus \| \| \| \| \| \| Giganotosaurus \| \| \| \| |
|  |                                                               |
|  | Mapusaurus                                                    |
|  |                                                               |
|  | Giganotosaurus                                                |
|  |                                                               |

|  | Mapusaurus     |
|  |                |
|  | Giganotosaurus |
|  |                |

|  | Tyrannotitan                                                  |
|  |                                                               |
|  | \| \| Mapusaurus \| \| \| \| \| \| Giganotosaurus \| \| \| \| |
|  |                                                               |
|  | Mapusaurus                                                    |
|  |                                                               |
|  | Giganotosaurus                                                |
|  |                                                               |

|  | Mapusaurus     |
|  |                |
|  | Giganotosaurus |
|  |                |

|  | Tyrannotitan                                                  |
|  |                                                               |
|  | \| \| Mapusaurus \| \| \| \| \| \| Giganotosaurus \| \| \| \| |
|  |                                                               |
|  | Mapusaurus                                                    |
|  |                                                               |
|  | Giganotosaurus                                                |
|  |                                                               |

|  | Mapusaurus     |
|  |                |
|  | Giganotosaurus |
|  |                |

|  | Tyrannotitan                                                  |
|  |                                                               |
|  | \| \| Mapusaurus \| \| \| \| \| \| Giganotosaurus \| \| \| \| |
|  |                                                               |
|  | Mapusaurus                                                    |
|  |                                                               |
|  | Giganotosaurus                                                |
|  |                                                               |

|  | Mapusaurus     |
|  |                |
|  | Giganotosaurus |
|  |                |

|  | Tyrannotitan                                                  |
|  |                                                               |
|  | \| \| Mapusaurus \| \| \| \| \| \| Giganotosaurus \| \| \| \| |
|  |                                                               |
|  | Mapusaurus                                                    |
|  |                                                               |
|  | Giganotosaurus                                                |
|  |                                                               |

|  | Mapusaurus     |
|  |                |
|  | Giganotosaurus |
|  |                |

|  | Tyrannotitan                                                  |
|  |                                                               |
|  | \| \| Mapusaurus \| \| \| \| \| \| Giganotosaurus \| \| \| \| |
|  |                                                               |
|  | Mapusaurus                                                    |
|  |                                                               |
|  | Giganotosaurus                                                |
|  |                                                               |

|  | Mapusaurus     |
|  |                |
|  | Giganotosaurus |
|  |                |

|  | Tyrannotitan                                                  |
|  |                                                               |
|  | \| \| Mapusaurus \| \| \| \| \| \| Giganotosaurus \| \| \| \| |
|  |                                                               |
|  | Mapusaurus                                                    |
|  |                                                               |
|  | Giganotosaurus                                                |
|  |                                                               |

|  | Mapusaurus     |
|  |                |
|  | Giganotosaurus |
|  |                |

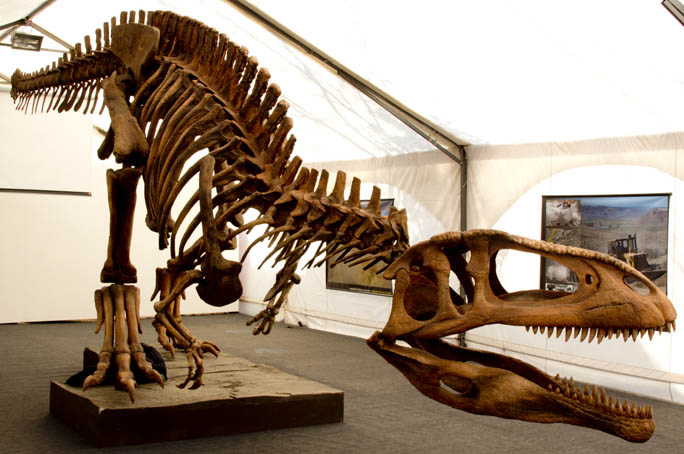
Reconstrucción del esqueleto.

Nota: El análisis de Novas et al., incluyó a Neovenator como un miembro basal de Carcharodontosauridae. Pero aquí se omite a este género debido a que actualmente se considera como miembro de la familia Neovenatoridae.